# Camponotus salvini
Camponotus salvini är en myrart som beskrevs av Auguste-Henri Forel 1899. Camponotus salvini ingår i släktet hästmyror, och familjen myror. Inga underarter finns listade.